# Сны на продажу
«Сны на продажу» (англ. Dreams for Sale) — это второй сегмент второй серии первого сезона первого возрождения американского телесериала «Сумеречная зона».

## Сюжет
Молодая женщина по имени Дженни вместе со своим мужем Полом и двумя маленькими дочерьми решает устроить пикник. Для этого семья выбирает живописную поляну с озером. После того как они начинают готовиться к приятному времяпрепровождению, с женщиной происходят странные вещи: ей кажется, что каждое событие начинает повторяться по несколько раз, кроме этого, события разворачиваются с некоторыми торможениями. Сначала женщина испытывает замешательство, потом её охватывает паника, после чего она будто засыпает. Дальше она просыпается в специальном устройстве для генерирования снов, который, кроме её варианта — «деревенский пикник», содержит ещё такие сны, как «побег из тюрьмы» и «карибский круиз». Сначала Дженни не понимает, что этот пикник является лишь искусственно созданным ради эксперимента прекрасным сном, а также не может понять, где она находится и что происходит вообще. Однако механик, который пришёл, чтобы наладить аппарат, объясняет ей всю суть вещей. Кроме того, что всё это время она жила в виртуальной реальности, оказывается, что повторение событий вызвано серьёзными сбоями в работе устройства, которые, в свою очередь, спровоцированы кислотным дождём. После того как механик настраивает устройство, она повторно погружается в свой сон и «просыпается» снова на пикнике, с мужем и детьми. В момент, когда аппарат окончательно выходит из строя, она спрашивает у своего виртуального мужа, может ли остаться с ним навсегда. Человек дает положительный ответ. После этого механик, который налаживал устройство, констатирует смерть подопытной со словами: «По крайней мере, она умерла счастливой».

## В ролях
| Актёр              | Роль        |
| ------------------ | ----------- |
| Мег Фостер         | Дженни      |
| Дэвид Хэйворд      | Пол         |
| Винсент Гастаферро | техник      |
| Ли Энтони          | спасатель   |
| Кристи Парди       | первая дочь |
| Дианна Парди       | вторая дочь |

## Интересные факты
- Эта серия не имеет ни пролога, ни эпилога.
- Во время аварии бейджик ещё живой Дженни с номером расположен слева на её униформе, однако в эпизоде, где она умирает, он находится уже посередине её груди.